# Helvelle lacuneuse
Helvella lacunosa
Espèce
Helvella lacunosa, l'Helvelle lacuneuse, est une espèce de champignons ascomycètes de la famille des Helvellacées caractérisée par ses teintes noires.

## Taxonomie
Le nom correct complet (avec auteur) de ce taxon est Helvella lacunosa Afzel..

### Synonymes
Helvella lacunosa a pour synonymes :
- Boletus leucophaeus Battarra
- Costapeda lacunosa (Afzel.) Falck
- Helvella cinerea (Afzel.) Rea
- Helvella costata Berk.
- Helvella crispa var. pallescens Schaeff., 1774
- Helvella infula var. nuda (Afzel.) Pers.
- Helvella leucophaea Pers.
- Helvella manacella Schaeff..
- Helvella mitra Schaeff.
- Helvella monacella Schaeff.
- Helvella pallescens Schaeff.
- Helvella scutula var. cinerea
- Helvella subcostata Cooke
- Helvella sulcata Afzel.
- Krombholziella leucophaea (Pers.) Imler
- Lachnea leucophaea (Pers.) P.Karst.
- Phallus brunneus Batsch

### Phylogénie
Le naturaliste écossais John Lightfoot l'a décrite dans son ouvrage Flora Scotica, publié en 1777, en l'appelant Helvella mitra. Elle a ensuite été formellement décrite par le botaniste suédois Adam Afzelius en 1783.

### Étymologie
L'épithète spécifique lacunosa fait réfèrence au pied lacuneux de cette espèce, bien que ces caractéristiques se retrouvent également chez d'autres Helvelles.

### Noms vulgaires et vernaculaires
Ce taxon porte en français les noms vernaculaires ou normalisés suivants : Helvelle lacuneuse,.

## Description du sporophore
Son chapeau mesure 3 à 5,5 cm, il est lobé et en forme de selle, à face supérieure lisse, gris, gris-brun sombre à gris noirâtre, et face inférieure lisse, gris cendré.
Le stipe mesure 3 à 11 cm x 2 à 3 cm, il est creux, blanc à gris, couvert de côtes et de lacunes.
Sa chair est blanche et élastique. Sa saveur est douce et son odeur est faible, un peu de croûte de pain.

### Caractéristiques microscopiques
Ses spores mesurent 15 à 20 µm x 10 à 12 cm, elles sont elliptiques, lisses et incolores.

## Galerie

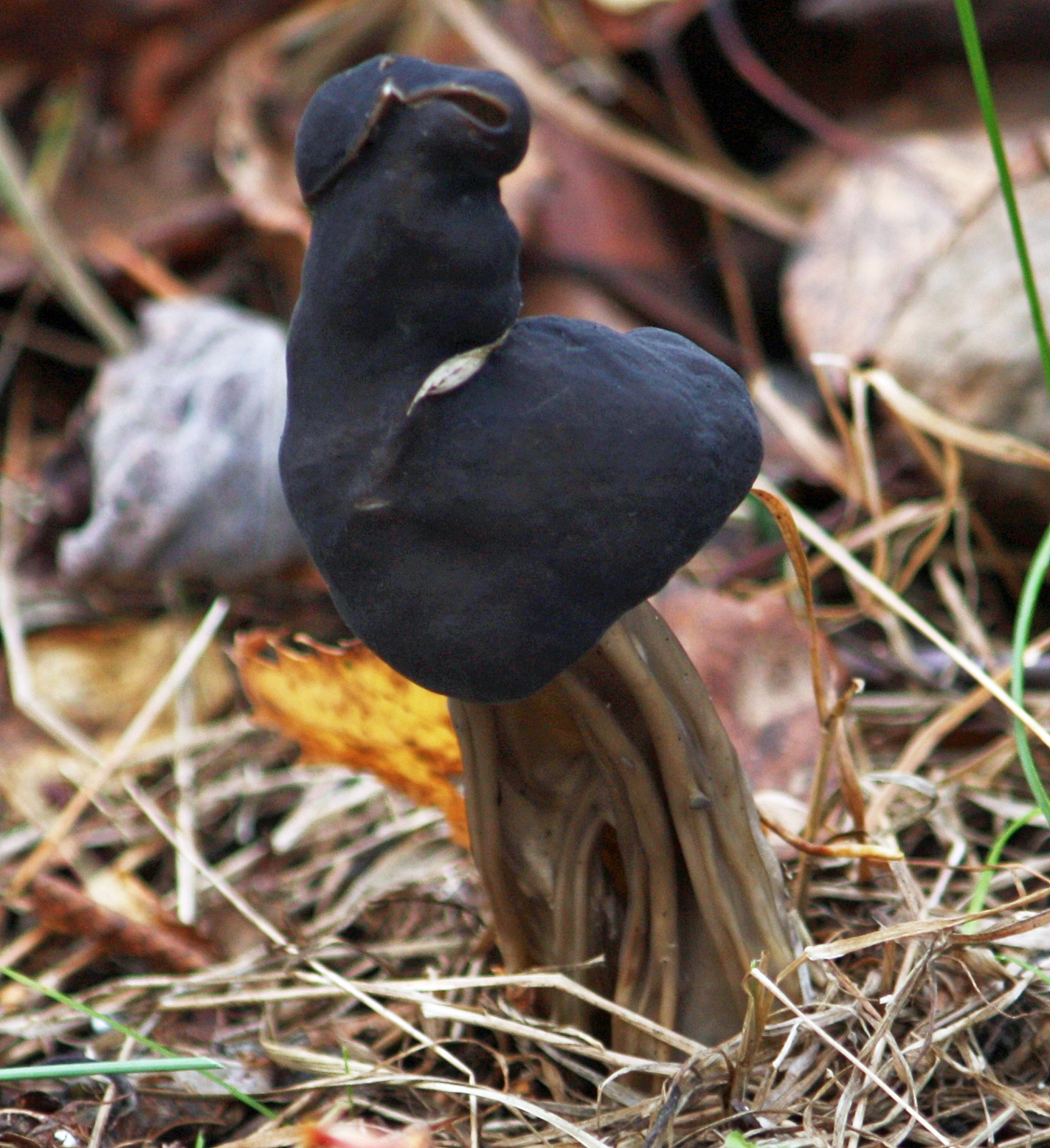
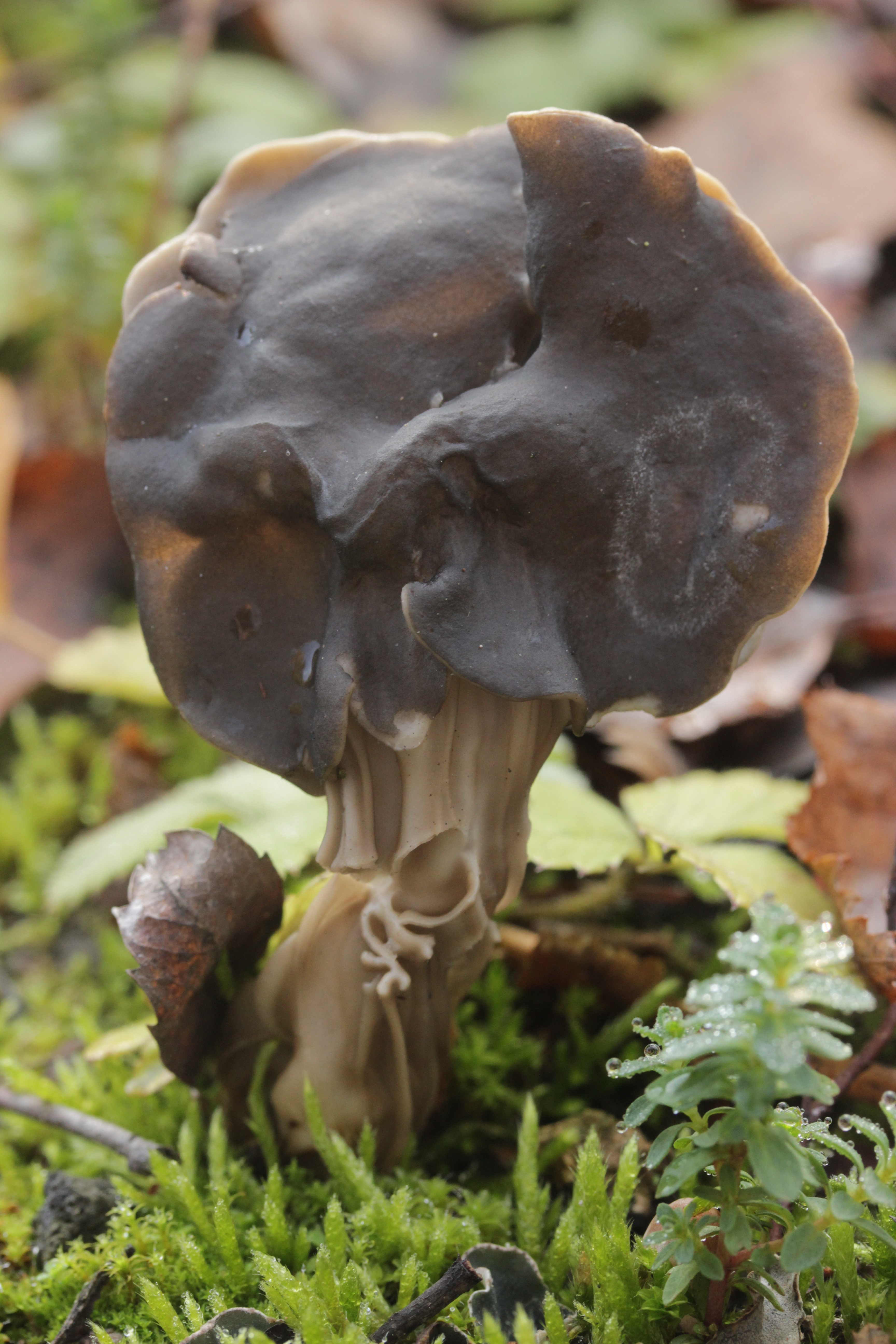
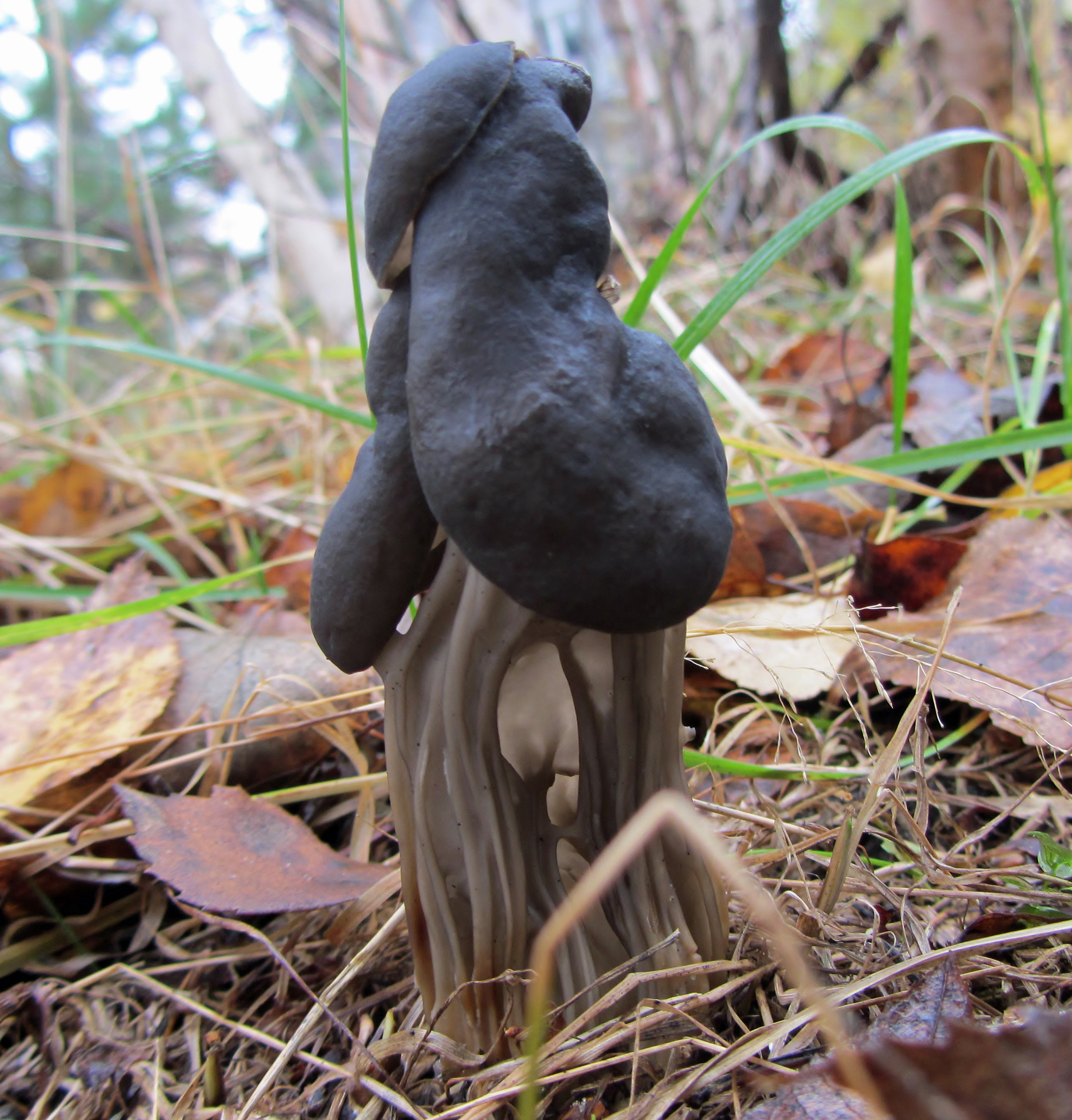
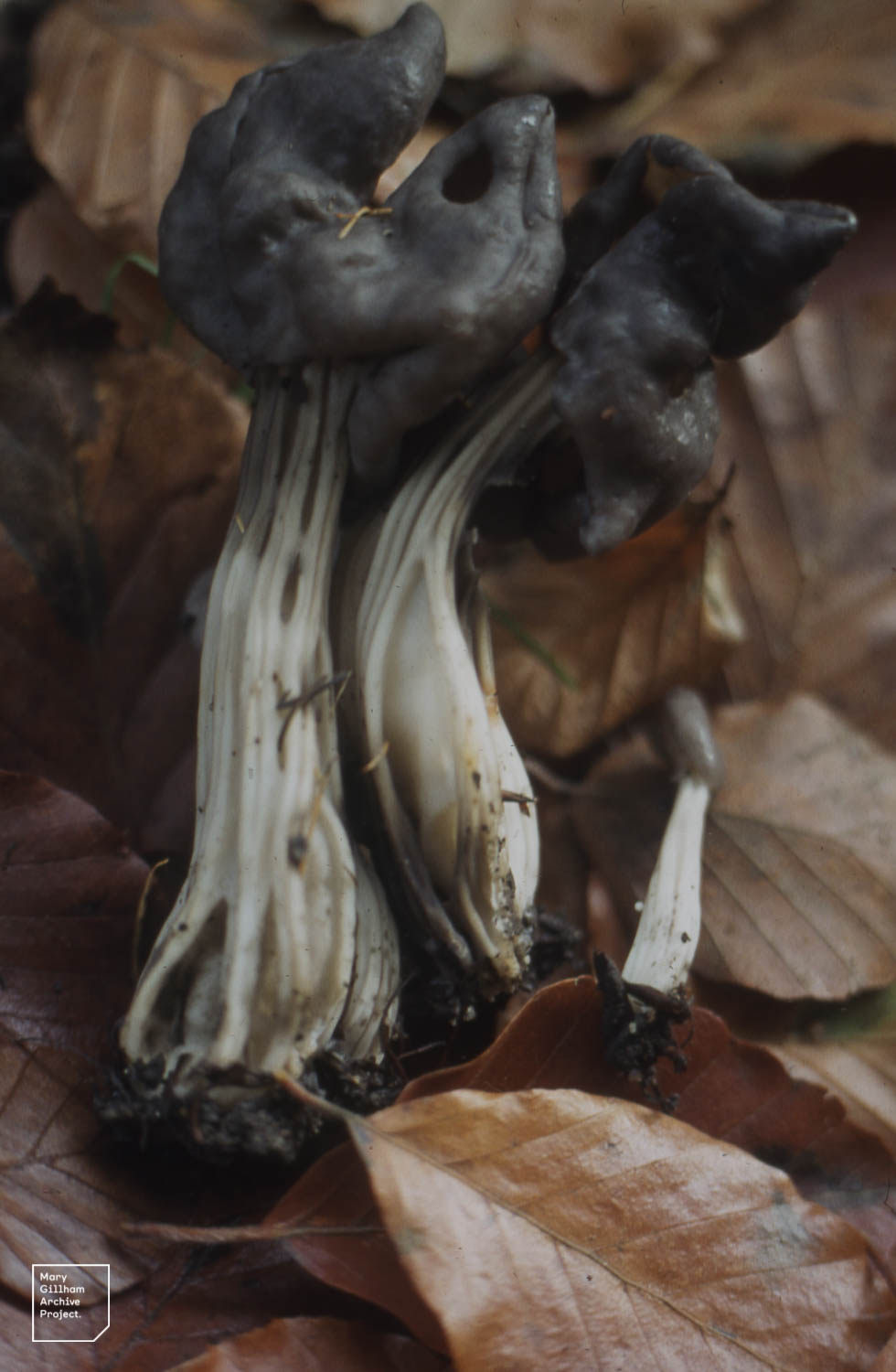
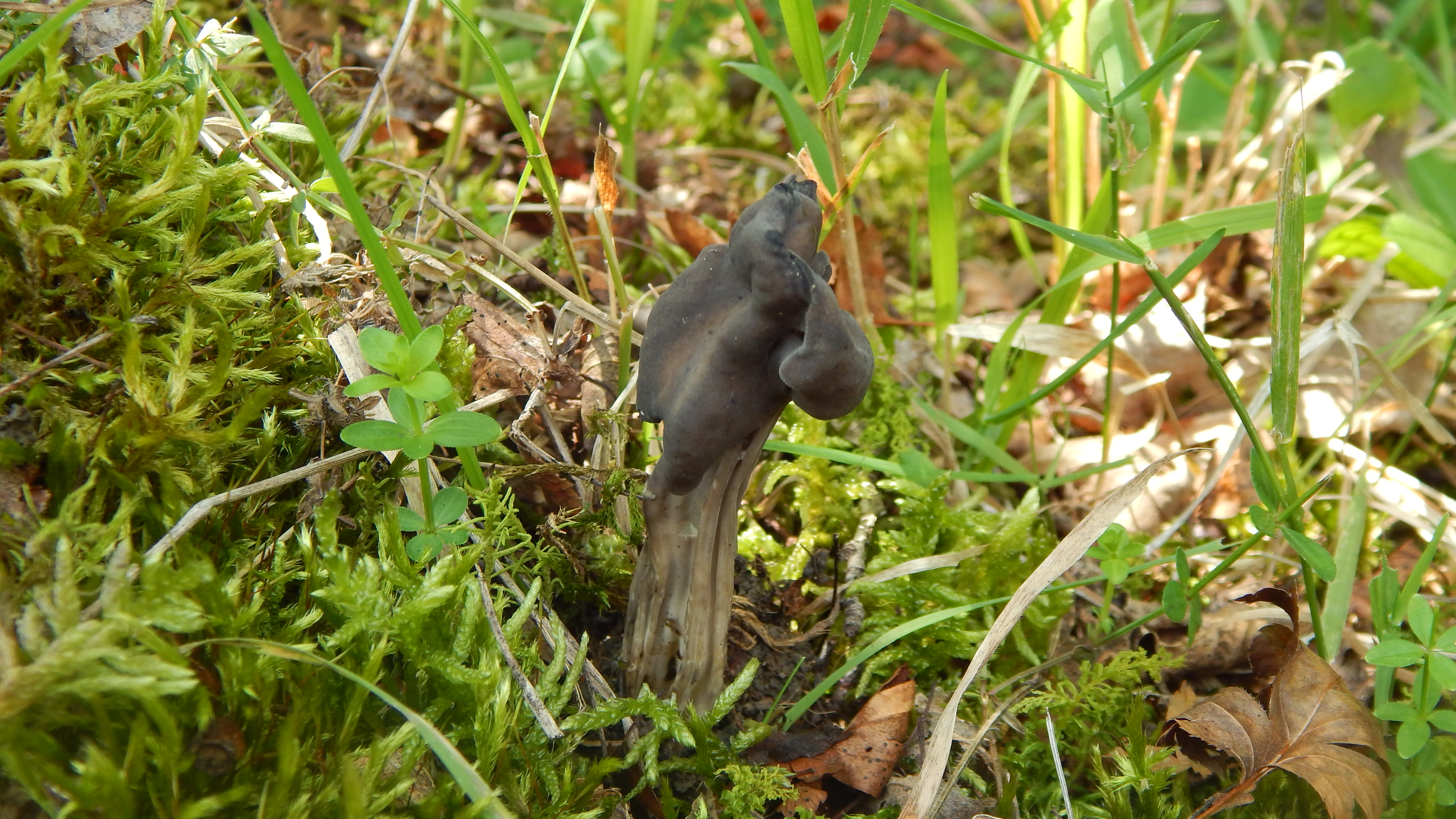
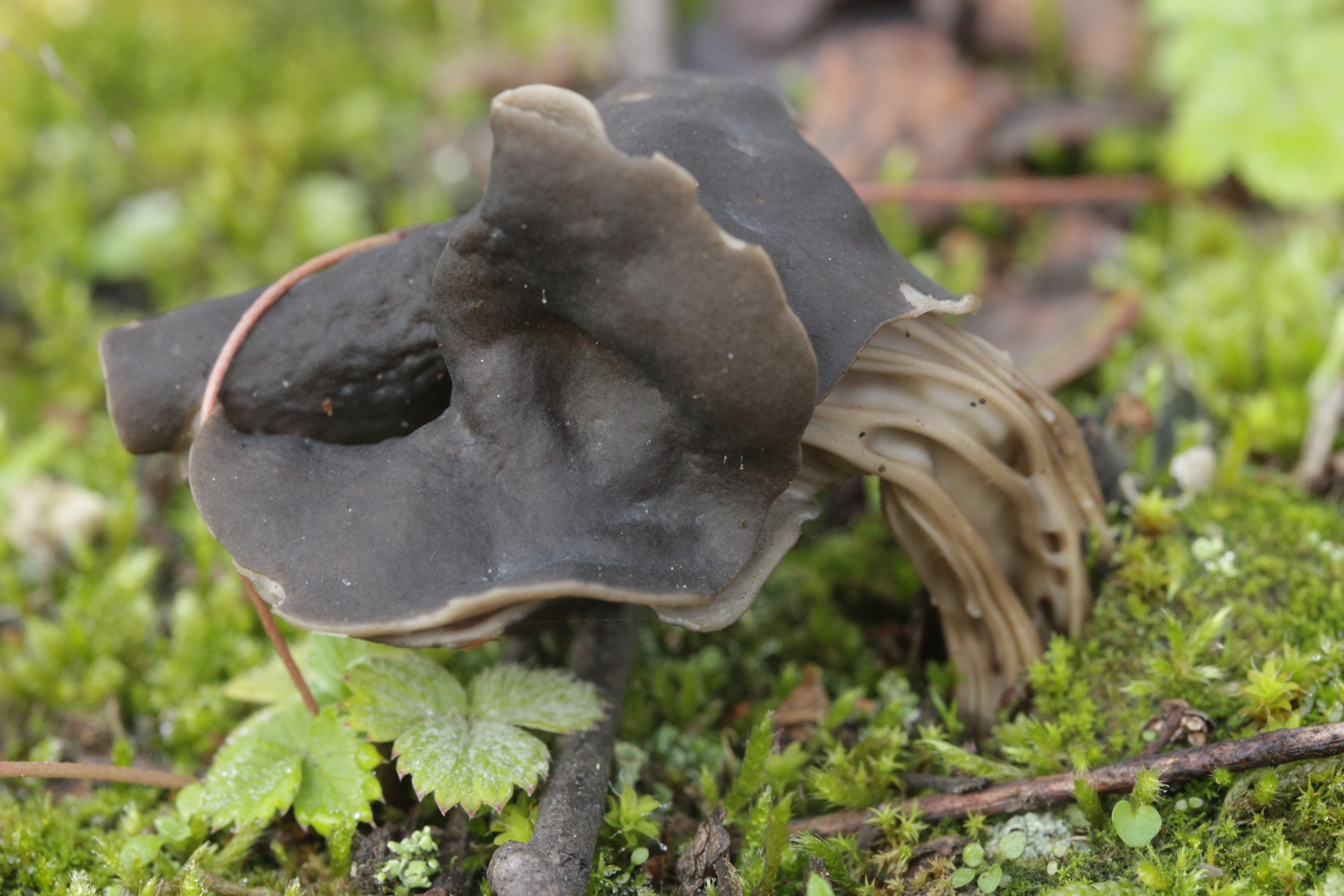
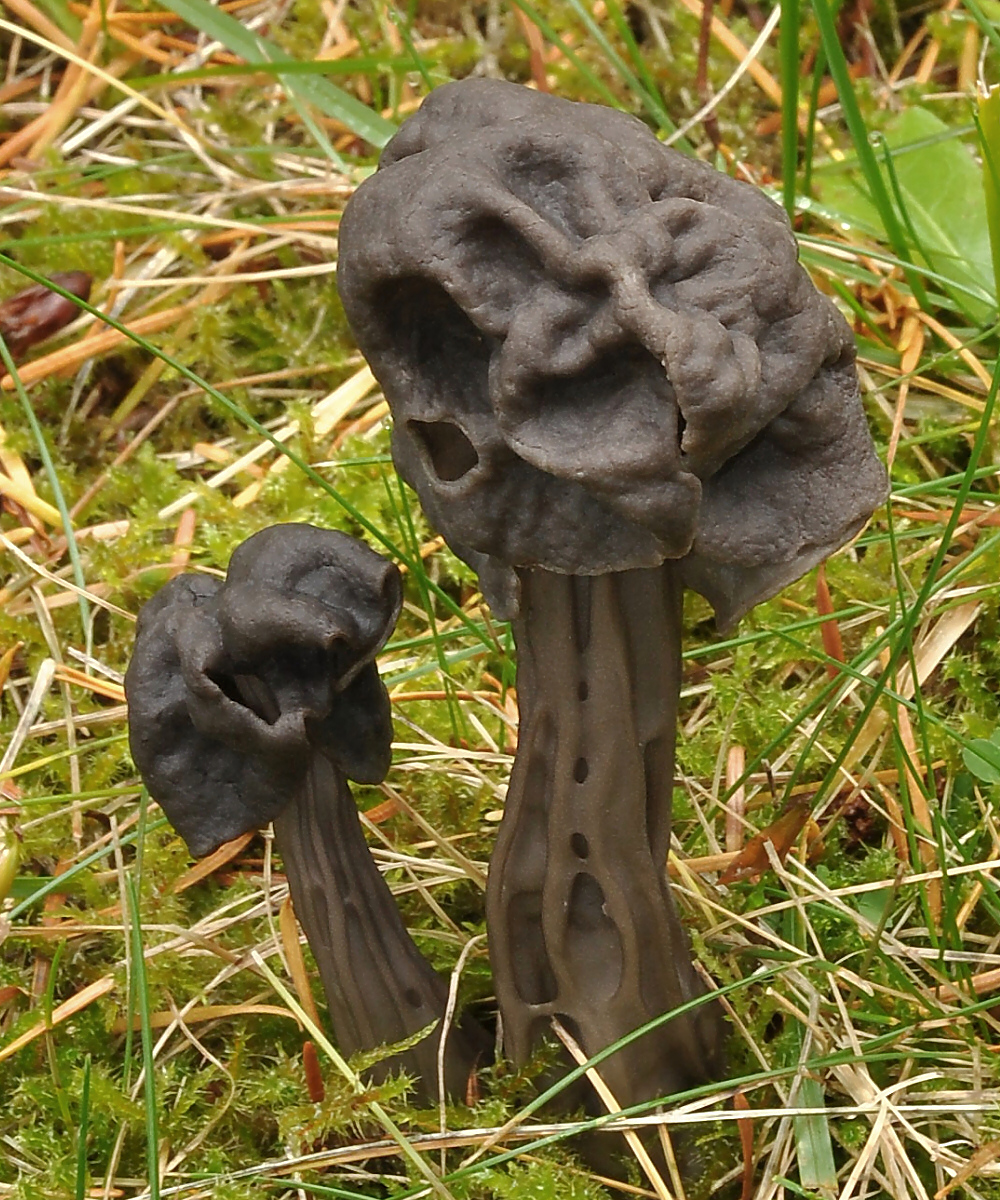
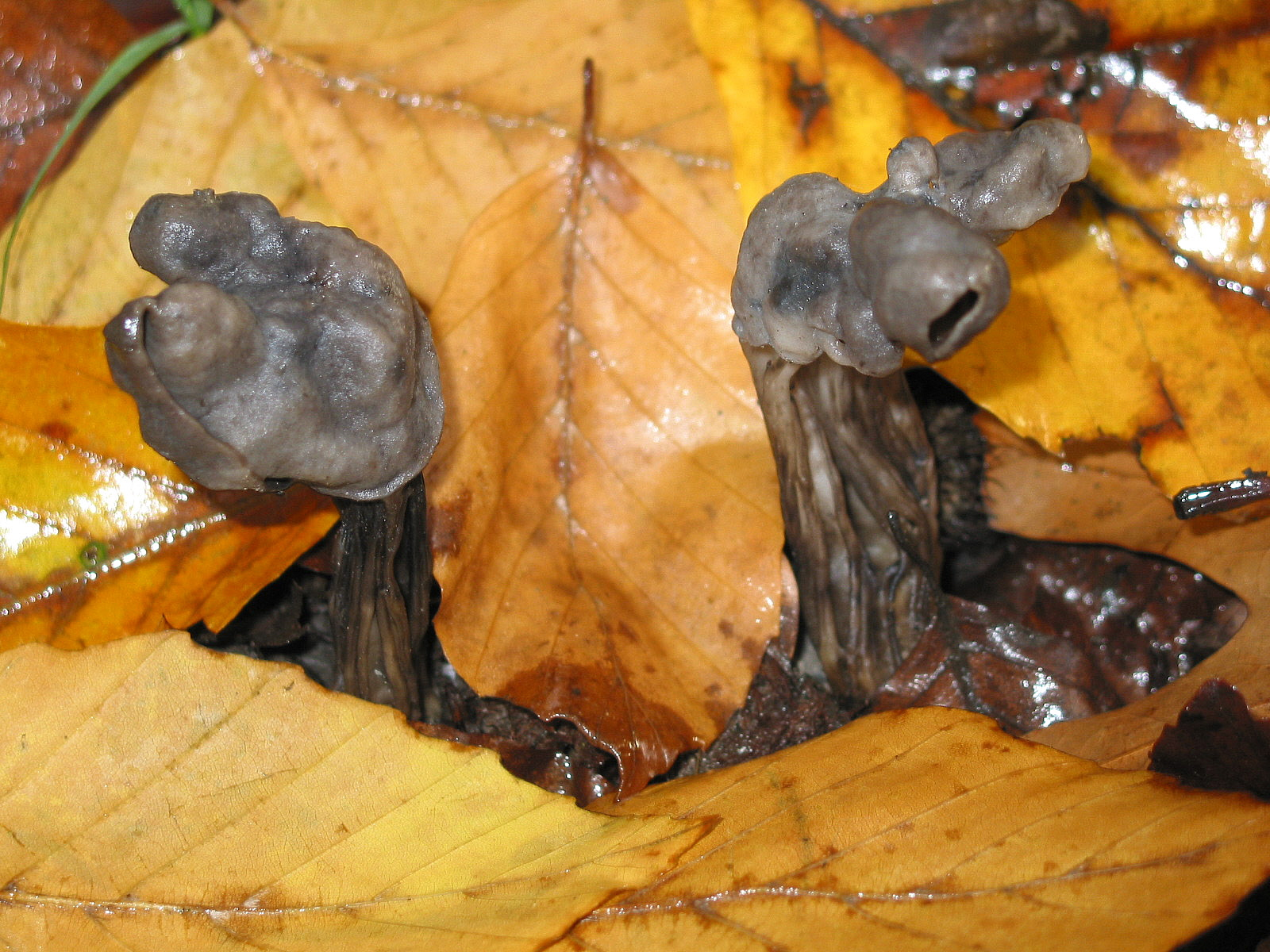
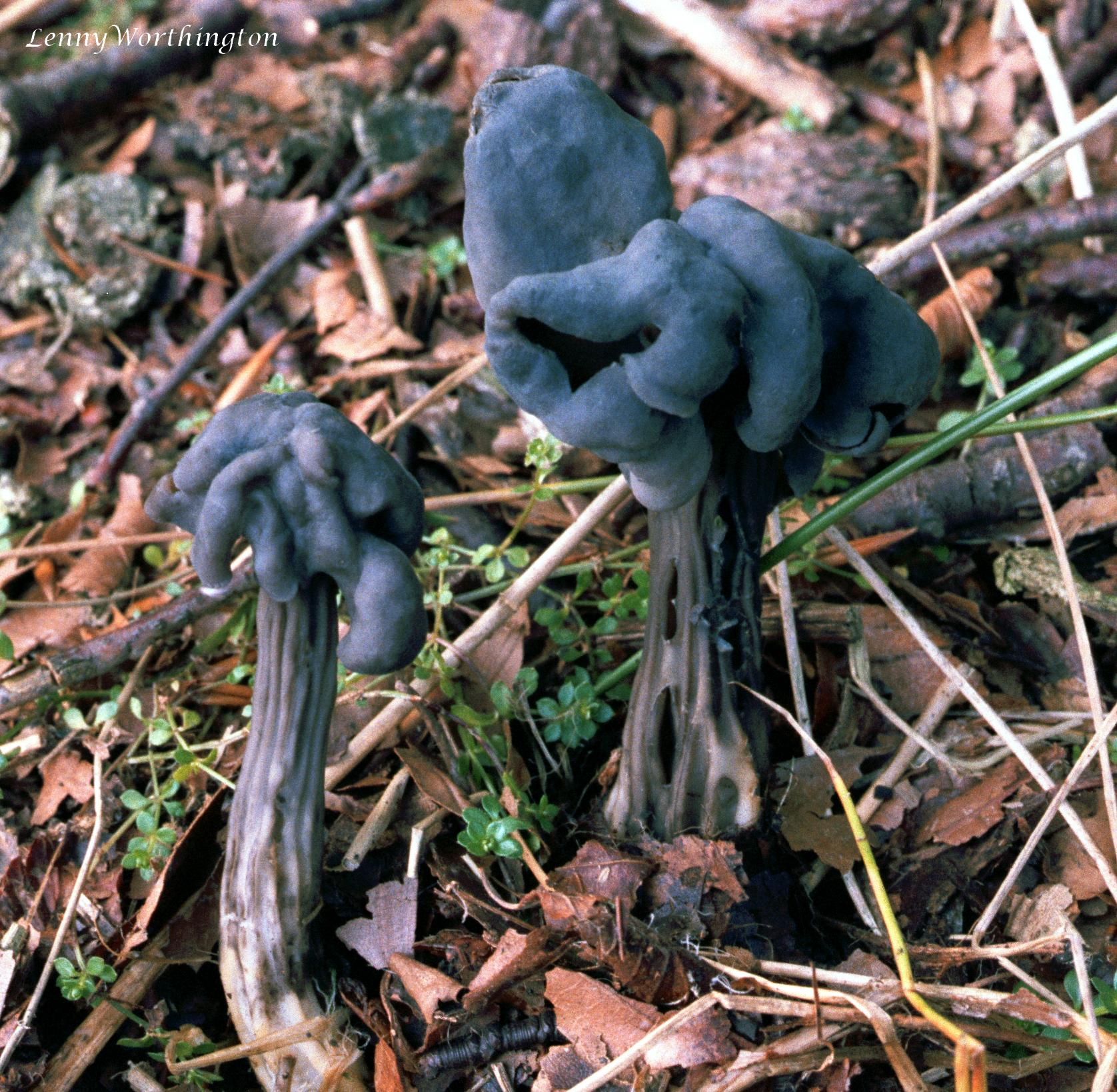
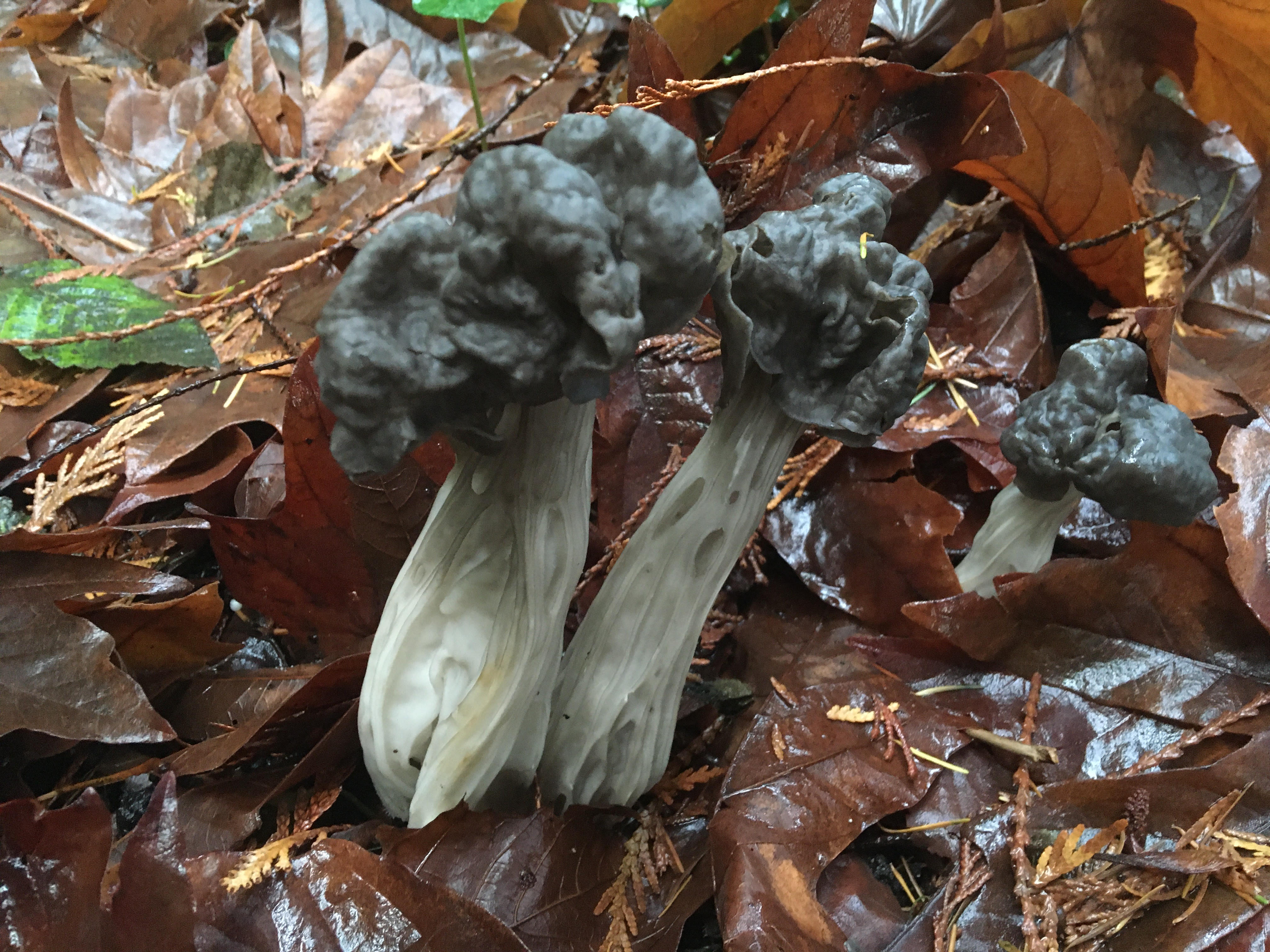
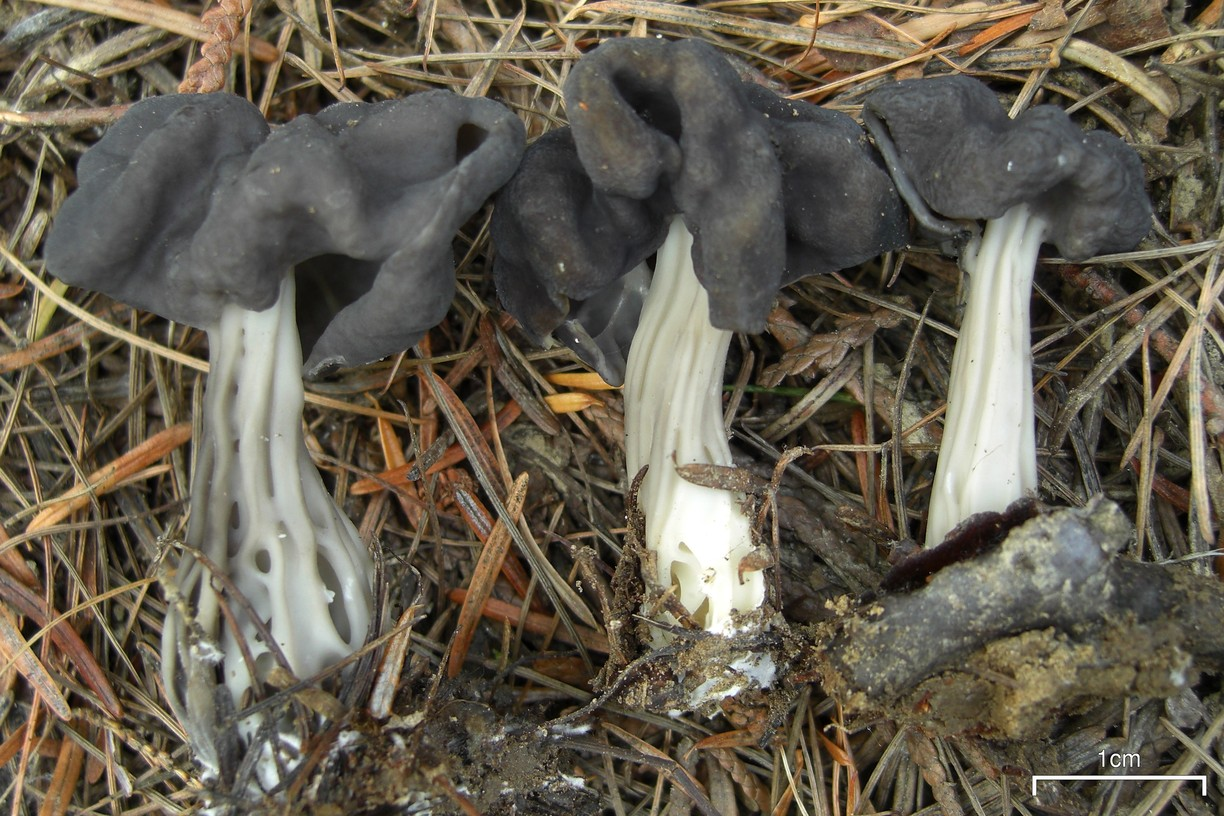
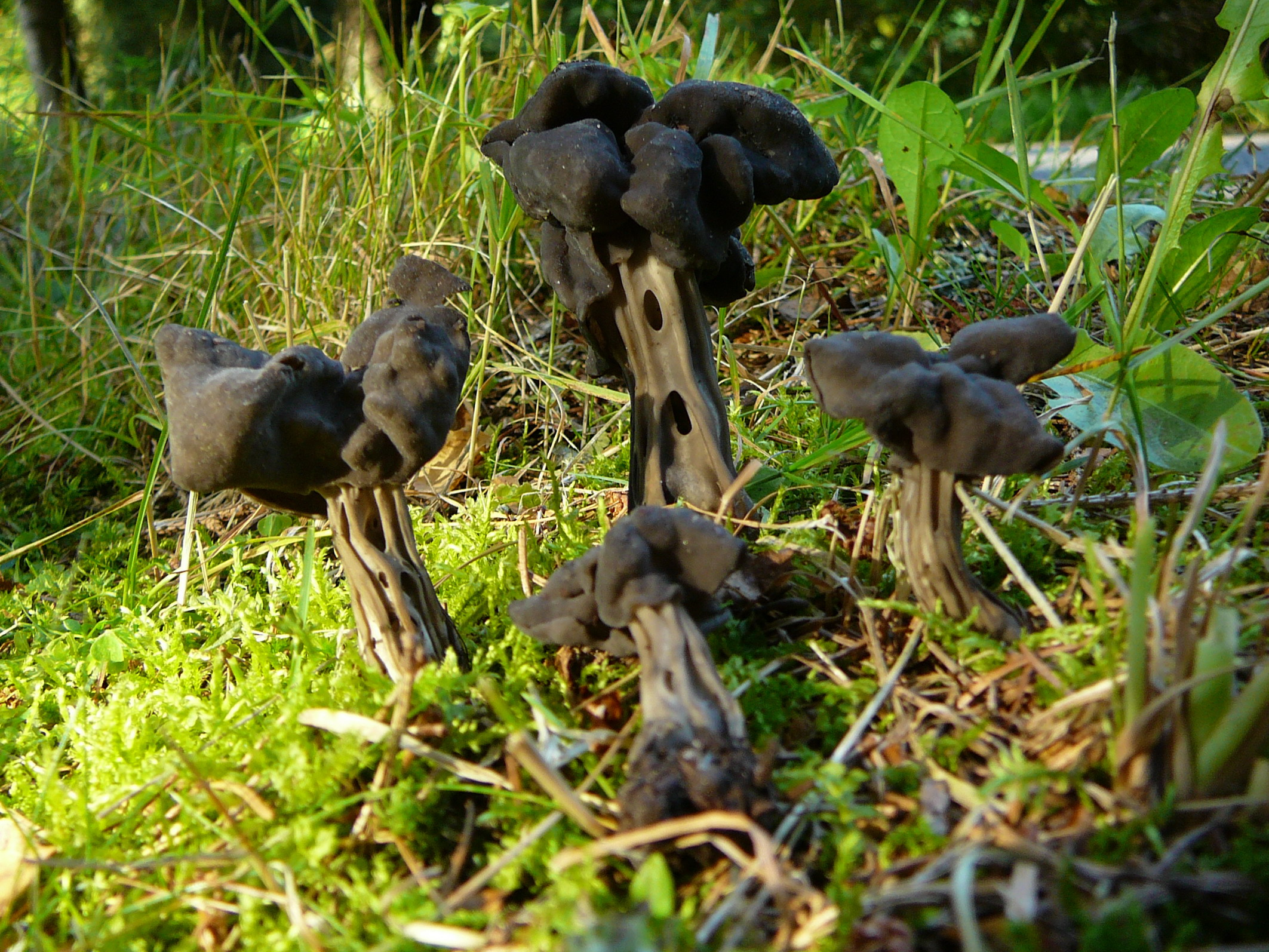

## Habitat et distribution
On la trouve sous feuillus, en forêt, souvent sur terre nue, sur les bords de chemins, le bois en décomposition et parmi les herbes.

## Comestibilité et toxicité
L'Helvelle lacuneuse possède la même comestibilité et toxicité que Helvella crispa.

## Confusions possibles
- Helvella fusca a un chapeau de forme moins irrégulière, plus en forme de selle, brun ochracé et pousse au printemps sous les peupliers[5].
- Helvella juniperi possède des spores plus longues[7].
- Helvella nigra
- Helvella atra
- Helvella neopallescens
- Helvella hispanica
- Helvella fuscolacunosa